# Тимпанаро, Себастьяно
Себастьяно Тимпанаро (итал. Sebastiano Timpanaro; 5 сентября 1923, Парма — 26 ноября 2000, Флоренция) — итальянский филолог, эссеист и литературный критик-марксист.
Член-корреспондент Британской академии (1975). Член Академии деи Линчеи.
Его отец, Себастьяно Тимпанаро-старший, был историком естествознания; мать, Мария Кардини, была филологом-классиком (занималась главным образом философией досократиков и древнегреческой медициной). Изучал классическую филологию у Джорджо Паскуали во Флоренции.
Лишь единожды преподавал в университете — один год по контракту во Флорентийском.
Придерживаясь марксистских, ленинистских и антисталинистских идей, занимался политикой, первоначально на левом крыле Итальянской социалистической партии во главе с Лелио Бассо, с которым в 1964 году откололся в Итальянскую социалистическую партию пролетарского единства. В 1972—1976 годах состоял в преемнице последней, Партии пролетарского единства. Затем отошёл от партийной политики, оставаясь «социалистом и экологом без партии». Позднее с интересом относился к проекту коммунистического возрождения, однако так и не вступил в партию. 

## Книги
- S. Timpanaro, La filologia di Giacomo Leopardi, Roma-Bari, Laterza, 1997 (I ed. 1955)
- S. Timpanaro, La genesi del metodo del Lachmann, Torino, UTET, 2004 (I ed. 1963)
- S. Timpanaro, Classicismo e illuminismo nell’Ottocento italiano, Pisa, Nistri-Lischi, 1965
- S. Timpanaro, Il lapsus freudiano. Psicanalisi e critica testuale, Firenze, La Nuova Italia, 1975
- S. Timpanaro, Per la storia della filologia virgiliana antica, Roma, Salerno editrice, 1986
- S. Timpanaro, Nuovi studi sul nostro Ottocento, Pisa, Nistri-Lischi, 1995
- S. Timpanaro, Sul materialismo, Milano, Unicopli, 1997
- S. Timpanaro, Il Verde e il Rosso. Scritti militanti, 1966—2000, Roma, Odradek, 2001
- S. Timpanaro, Virgilianisti antichi e tradizione indiretta, Firenze, Olschki, 2001